# Kivinja
Kivinja ist ein Fischerdorf an der Küste des Indischen Ozeans in Tansania. Es liegt im Distrikt Kibiti, das Teil der Region Pwani ist. In der Nähe befindet sich eine archäologische Ausgrabungsstätte.

## Geografie
Kivinja liegt rund 20 Kilometer nördlich des Rufijideltas und 100 Kilometer südlich von Daressalam.
Im Ort wird Salz gewonnen und es werden Kokosnüsse geerntet.

## Geschichte
Bei Ausgrabungen beim Dorf wurden Beweise gefunden, dass hier bereits in der frühen Eisenzeit die indigene Bevölkerung extra-afrikanischen Handel betrieben hat.
Es wurden die Reste einer Siedlung gefunden, die ins dritte bis ins fünfte Jahrhundert n. Chr. datiert. Spätere Reste am Ort stammen aus dem 16. bis 18. Jahrhundert. Die Reste umfassen ein Gebiet von drei Quadratkilometern. Nur ein kleiner Teil des Gebietes wurde bisher untersucht. Es fanden sich Beispiele lokaler Keramik und von Eisen und Blei. Bemerkenswert ist der Fund römischen Glases und von glasierter Keramik, die aus dem Nahen Osten (sassanidisch) bekannt ist, was einen umfangreichen Handel bezeugt.